# Paspalum atratum
Paspalum atratum är en gräsart som beskrevs av Jason Richard Swallen. Paspalum atratum ingår i släktet tvillinghirser, och familjen gräs. Inga underarter finns listade i Catalogue of Life.